# Hipismo nos Jogos Paralímpicos

Pictograma da Equitação Paralímpico

O Hipismo Paralímpico ou Equitação Paralímpico é uma modalidade em que competem atletas deficientes visuais e deficientes físicos nos Jogos Paraolímpicos. A única competição na equitação é o dressage (adestramento), dividido de acordo com o tipo de paralisia.
O vencedor é o cavaleiro que demonstrar maior domínio sobre o cavalo após uma série de exercícios como a passe, a trote e a galope. A equitação é um dos desportos mais democráticos das Paraolimpíadas, pois permite que homens e mulheres disputem a mesma prova em condições de igualdade.

## História
A modalidade foi praticada pela primeira vez em 1984 nos jogos realizados nos Estados Unidos, em Nova York, realizado entre os dias 17 a 29 de junho. Nos jogos de 1984, participaram 15 atletas (9 homens e 6 mulheres) de 6 diferentes países. Posteriormente, a modalidade voltou a aparecer somente nos jogos de 1996, realizados em Sydney, que contou com a participação de 72 atletas (18 homens e 54 mulheres).
A modalidade se tornou frequente a partir de 1996 e desde então contou com uma padronização nas suas modalidades.
A modalidade contou com a estreia dos países lusófonos nos jogos de 2004 em Atenas, Grécia, com o atleta brasileiro Marcos Alves (Joca). As primeiras medalhas ocorreram nos jogos de 2008 em Pequim, China com o brasileiro Marcos Alves, que garantiu duas medalhas de bronze nas categorias "Campeonato Grau I" e "Estilo Livre Grau I". Posteriormente, o Brasil conquistou sua terceira e quarta medalha nos jogos de 2016 no Rio de Janeiro, Brasil, com o atleta Sergio Oliva nas categorias “Campeonato Grau I” e “Estilo livre grau I”. A primeira medalha de prata brasileira aconteceu nos jogos de 2020 (realizados em 2021 devido a pandemia de COVID-19) em Tóquio, Japão. A medalha foi conquistada pelo atleta Rodolpho Riskalla na categoria “Campeonato Grau IV”.  Não houve participação dos demais países lusófonos na modalidade.

## Medalhistas

### Medalhistas em adestramento misto
| Evento                              | Ouro                       | Prata                           | Bronze                      | Ano  | Local                        |
| ----------------------------------- | -------------------------- | ------------------------------- | --------------------------- | ---- | ---------------------------- |
| Jogos Paralímpicos de Verão de 1984 | Bertil Andreasen SE Suécia | Cynthia Good USA Estados Unidos | Chene la Rochelle CA Canadá | 1984 | Stoke Mandeville Nova Iorque |

| Evento                              | Ouro                             | Prata                           | Bronze | Ano  | Local                        |
| ----------------------------------- | -------------------------------- | ------------------------------- | ------ | ---- | ---------------------------- |
| Jogos Paralímpicos de Verão de 1984 | Torben Anton Hansen DK Dinamarca | Steve Roloff USA Estados Unidos |        | 1984 | Stoke Mandeville Nova Iorque |

| Evento                              | Ouro                                 | Prata                   | Bronze | Ano  | Local                        |
| ----------------------------------- | ------------------------------------ | ----------------------- | ------ | ---- | ---------------------------- |
| Jogos Paralímpicos de Verão de 1984 | Hans Lykkestrig Nielsen DK Dinamarca | Tom Pedersen NO Noruega |        | 1984 | Stoke Mandeville Nova Iorque |

| Evento                              | Ouro                            | Prata                         | Bronze | Ano  | Local                        |
| ----------------------------------- | ------------------------------- | ----------------------------- | ------ | ---- | ---------------------------- |
| Jogos Paralímpicos de Verão de 1984 | Wendy Shugal USA Estados Unidos | Tim Saxton USA Estados Unidos |        | 1984 | Stoke Mandeville Nova Iorque |

| Evento                              | Ouro                          | Prata                      | Bronze                 | Ano  | Local                        |
| ----------------------------------- | ----------------------------- | -------------------------- | ---------------------- | ---- | ---------------------------- |
| Jogos Paralímpicos de Verão de 1984 | Tim Saxton USA Estados Unidos | Arlene Aikenhead CA Canadá | Tim Hamilton CA Canadá | 1984 | Stoke Mandeville Nova Iorque |

| Evento                              | Ouro                         | Prata                           | Bronze                      | Ano  | Local                        |
| ----------------------------------- | ---------------------------- | ------------------------------- | --------------------------- | ---- | ---------------------------- |
| Jogos Paralímpicos de Verão de 1984 | Jane Stidever UK Reino Unido | Cynthia Good USA Estados Unidos | Chene la Rochelle CA Canadá | 1984 | Stoke Mandeville Nova Iorque |

| Evento                              | Ouro                            | Prata                           | Bronze | Ano  | Local                        |
| ----------------------------------- | ------------------------------- | ------------------------------- | ------ | ---- | ---------------------------- |
| Jogos Paralímpicos de Verão de 1984 | Steve Roloff USA Estados Unidos | Wendy Shugal USA Estados Unidos |        | 1984 | Stoke Mandeville Nova Iorque |

| Evento                              | Ouro                                | Prata                              | Bronze                                                  | Categoria | Ano  | Local                        |
| ----------------------------------- | ----------------------------------- | ---------------------------------- | ------------------------------------------------------- | --------- | ---- | ---------------------------- |
| Jogos Paralímpicos de Verão de 1984 | Steve Roloff USA Estados Unidos     | Wendy Shugal USA Estados Unidos    |                                                         |           | 1984 | Stoke Mandeville Nova Iorque |
| Jogos Paralímpicos de Verão de 1996 | Brita Andersen DK Dinamarca         | Dianne Tubbs UK Reino Unido        | Sarah Rydh SE Suécia                                    |           | 1996 | Atlanta                      |
| Jogos Paralímpicos de Verão de 2000 | Lee Pearson UK Reino Unido          | Brita Andersen DK Dinamarca        | Rosalie Fahey AU Austrália Jens Lasse Dokkan NO Noruega |           | 2000 | Sydney                       |
| Jogos Paralímpicos de Verão de 2004 | Lee Pearson UK Reino Unido          | Jan Pike AU Austrália              | Sophie Christiansen UK Reino Unido                      |           | 2004 | Atenas                       |
| Jogos Paralímpicos de Verão de 2008 | Anne Dunham UK Reino Unido          | Sophie Christiansen UK Reino Unido | Laurentia Tan SG Singapura                              | Ia        | 2008 | Beijing                      |
| Jogos Paralímpicos de Verão de 2008 | Lee Pearson UK Reino Unido          | Jens Dokkan NO Noruega             | Marcos Alves BR Brasil                                  | Ib        | 2008 | Beijing                      |
| Jogos Paralímpicos de Verão de 2012 | Sophie Christiansen UK Reino Unido  | Helen Kearney IE Irlanda           | Laurentia Tan SG Singapura                              | Ia        | 2012 | Londres                      |
| Jogos Paralímpicos de Verão de 2012 | Joann Formosa AU Austrália          | Lee Pearson UK Reino Unido         | Pepo Puch AT Áustria                                    | Ib        | 2012 | Londres                      |
| Jogos Paralímpicos de Verão de 2016 | Sophie Christiansen UK Reino Unido  | Anne Dunham UK Reino Unido         | Sergio Oliva BR Brasil                                  | Ia        | 2016 | Rio de Janeiro               |
| Jogos Paralímpicos de Verão de 2016 | Pepo Puch AT Áustria                | Lee Pearson UK Reino Unido         | Stinna Kaastrup DK Dinamarca                            | Ib        | 2016 | Rio de Janeiro               |
| Jogos Paralímpicos de Verão de 2020 | Roxanne Trunnell USA Estados Unidos | Rihards Snikus LV Letônia          | Sara Morganti IT Itália                                 | Ia        | 2020 | Tóquio                       |
| Jogos Paralímpicos de Verão de 2020 | Lee Pearson UK Reino Unido          | Pepo Puch AT Áustria               | Georgia Wilson UK Reino Unido                           | Ib        | 2020 | Tóquio                       |

| Evento                              | Ouro                              | Prata                                 | Bronze                                               | Ano  | Local          |
| ----------------------------------- | --------------------------------- | ------------------------------------- | ---------------------------------------------------- | ---- | -------------- |
| Jogos Paralímpicos de Verão de 1996 | Vicki Sweigart USA Estados Unidos | Angélica Trabert DE Alemanha          | Lauren McDevitt USA Estados Unidos                   | 1996 | Atlanta        |
| Jogos Paralímpicos de Verão de 2000 | Joop Stokkel NL Holanda           | Francisco de Baerdemaeker DE Alemanha | Nicola Tustain UK Reino Unido                        | 2000 | Sydney         |
| Jogos Paralímpicos de Verão de 2004 | Irene Slaettengren SE Suécia      | Joop Stokkel NL Holanda               | Nicola Tustain UK Reino Unido Gert Bolmer NL Holanda | 2004 | Atenas         |
| Jogos Paralímpicos de Verão de 2008 | Britta Naepel DE Alemanha         | Lauren Barwick CA Canadá              | Caroline Nielsen DK Dinamarca                        | 2008 | Beijing        |
| Jogos Paralímpicos de Verão de 2012 | Natasha Baker UK Reino Unido      | Britta Naepel DE Alemanha             | Angelika Trabert DE Alemanha                         | 2012 | Londres        |
| Jogos Paralímpicos de Verão de 2016 | Natasha Baker UK Reino Unido      | Demi Vermeulen NL Holanda             | Rixt van der Horst NL Holanda                        | 2016 | Rio de Janeiro |
| Jogos Paralímpicos de Verão de 2020 | Lee Pearson UK Reino Unido        | Pepo Puch AT Áustria                  | Georgia Wilson UK Reino Unido                        | 2020 | Tóquio         |

| Evento                              | Ouro                                   | Prata                             | Bronze                            | Ano  | Local          |
| ----------------------------------- | -------------------------------------- | --------------------------------- | --------------------------------- | ---- | -------------- |
| Jogos Paralímpicos de Verão de 1996 | Anne Cecilie Ore NO Noruega            | Elizabeth Pedra UK Reino Unido    | Joop Stokkel NL Holanda           | 1996 | Atlanta        |
| Jogos Paralímpicos de Verão de 2000 | Julie Higgins AU Austrália             | Anne Cecilie Ore NO Noruega       | Hanne Nesheim NO Noruega          | 2000 | Sydney         |
| Jogos Paralímpicos de Verão de 2004 | Deborah Criddle UK Reino Unido         | Bianca Vogel DE Alemanha          | Bettina Eistel DE Alemanha        | 2004 | Atenas         |
| Jogos Paralímpicos de Verão de 2008 | Hannelore Brenner DE Alemanha          | Annika Lykke Dalskov DK Dinamarca | Bettina Eistel DE Alemanha        | 2008 | Beijing        |
| Jogos Paralímpicos de Verão de 2012 | Hannelore Brenner DE Alemanha          | Deborah Criddle UK Reino Unido    | Annika Lykke Dalskov DK Dinamarca | 2012 | Londres        |
| Jogos Paralímpicos de Verão de 2016 | Ann Cathrin Lubbe NO Noruega           | Susanne Sunesen DK Dinamarca      | Louise Etzner Jakobsson SE Suécia | 2016 | Rio de Janeiro |
| Jogos Paralímpicos de Verão de 2020 | Tobias Thorning Jorgensen DK Dinamarca | Natasha Baker UK Reino Unido      | Rixt van der Horst NL Holanda     | 2020 | Tóquio         |

| Evento                              | Ouro                              | Prata                             | Bronze                       | Ano  | Local          |
| ----------------------------------- | --------------------------------- | --------------------------------- | ---------------------------- | ---- | -------------- |
| Jogos Paralímpicos de Verão de 1996 | Joana Jackson UK Reino Unido      | Patrícia Straughan UK Reino Unido | Britta Sorensen DK Dinamarca | 1996 | Atlanta        |
| Jogos Paralímpicos de Verão de 2000 | Jayne Craike NZ Nova Zelândia     | Ann Cathrin Evenrud NO Noruega    | Kay Gebbie UK Reino Unido    | 2000 | Sydney         |
| Jogos Paralímpicos de Verão de 2004 | Ann Cathrin Lubbe NO Noruega      | Philippa Johnson ZA África do Sul | Karen Brain CA Canadá        | 2004 | Atenas         |
| Jogos Paralímpicos de Verão de 2008 | Philippa Johnson ZA África do Sul | Ann Cathrin Lubbe NO Noruega      | Georgia Bruce AU Austrália   | 2008 | Beijing        |
| Jogos Paralímpicos de Verão de 2012 | Michele George BE Bélgica         | Sophie Wells UK Reino Unido       | Frank Hosmar NL Holanda      | 2012 | Londres        |
| Jogos Paralímpicos de Verão de 2016 | Sophie Wells UK Reino Unido       | Michele George BE Bélgica         | Frank Hosmar NL Holanda      | 2016 | Rio de Janeiro |
| Jogos Paralímpicos de Verão de 2020 | Sanne Voets NL Holanda            | Rodolpho Riskalla BR Brasil       | Manon Claeys BE Bélgica      | 2020 | Tóquio         |

| Evento                              | Ouro                      | Prata                       | Bronze                  | Ano  | Local  |
| ----------------------------------- | ------------------------- | --------------------------- | ----------------------- | ---- | ------ |
| Jogos Paralímpicos de Verão de 2020 | Michele George BE Bélgica | Sophie Wells UK Reino Unido | Frank Hosmar NL Holanda | 2020 | Tóquio |

| Evento                              | Ouro                                | Prata                             | Bronze                       | Categoria | Ano  | Local          |
| ----------------------------------- | ----------------------------------- | --------------------------------- | ---------------------------- | --------- | ---- | -------------- |
| Jogos Paralímpicos de Verão de 2000 | Lee Pearson UK Reino Unido          | Brita Andersen DK Dinamarca       | Jens Lasse Dokkan NO Noruega |           | 2000 | Sydney         |
| Jogos Paralímpicos de Verão de 2004 | Lee Pearson UK Reino Unido          | Lynn Seidemann USA Estados Unidos | Jan Pike AU Austrália        |           | 2004 | Atenas         |
| Jogos Paralímpicos de Verão de 2008 | Sophie Christiansen UK Reino Unido  | Anne Dunham UK Reino Unido        | Laurentia Tan SG Singapura   | Ia        | 2008 | Beijing        |
| Jogos Paralímpicos de Verão de 2008 | Lee Pearson UK Reino Unido          | Ricky Balshaw UK Reino Unido      | Marcos Alves BR Brasil       | Ib        | 2008 | Beijing        |
| Jogos Paralímpicos de Verão de 2012 | Sophie Christiansen UK Reino Unido  | Laurentia Tan SG Singapura        | Helen Kearney IE Irlanda     | Ia        | 2012 | Londres        |
| Jogos Paralímpicos de Verão de 2012 | Pepo Puch AT Áustria                | Katja Karjalainen FI Finlândia    | Lee Pearson UK Reino Unido   | Ib        | 2012 | Londres        |
| Jogos Paralímpicos de Verão de 2016 | Sophie Christiansen UK Reino Unido  | Anne Dunham UK Reino Unido        | Sergio Oliva BR Brasil       | Ia        | 2016 | Rio de Janeiro |
| Jogos Paralímpicos de Verão de 2016 | Lee Pearson UK Reino Unido          | Pepo Puch AT Áustria              | Stinna Kaastrup DK Dinamarca | Ib        | 2016 | Rio de Janeiro |
| Jogos Paralímpicos de Verão de 2020 | Roxanne Trunnell USA Estados Unidos | Rihards Snikus LV Letônia         | Sara Morganti IT Itália      |           | 2020 | Tóquio         |

| Evento                              | Ouro                          | Prata                             | Bronze                        | Ano  | Local          |
| ----------------------------------- | ----------------------------- | --------------------------------- | ----------------------------- | ---- | -------------- |
| Jogos Paralímpicos de Verão de 2000 | Nicola Tustain UK Reino Unido | Joop Stokkel NL Holanda           | Gert Bolmer NL Holanda        | 2000 | Sydney         |
| Jogos Paralímpicos de Verão de 2004 | Irene Slaettengren SE Suécia  | Hannelore Brenner DE Alemanha     | Nicola Tustain UK Reino Unido | 2004 | Atenas         |
| Jogos Paralímpicos de Verão de 2008 | Lauren Barwick CA Canadá      | Felicity Coulthard UK Reino Unido | Britta Naepel DE Alemanha     | 2008 | Beijing        |
| Jogos Paralímpicos de Verão de 2012 | Natasha Baker UK Reino Unido  | Britta Naepel DE Alemanha         | Angelika Trabert DE Alemanha  | 2012 | Londres        |
| Jogos Paralímpicos de Verão de 2016 | Natasha Baker UK Reino Unido  | Rixt van der Horst NL Holanda     | Steffen Zeibig DE Alemanha    | 2016 | Rio de Janeiro |
| Jogos Paralímpicos de Verão de 2020 | Lee Pearson UK Reino Unido    | Pepo Puch AT Áustria              | Georgia Wilson UK Reino Unido | 2020 | Tóquio         |

| Evento                              | Ouro                                   | Prata                          | Bronze                            | Ano  | Local          |
| ----------------------------------- | -------------------------------------- | ------------------------------ | --------------------------------- | ---- | -------------- |
| Jogos Paralímpicos de Verão de 1996 | Anne Cecilie Ore NO Noruega            | Frederic Aguillaume FR França  | Joan Salmon IE Irlanda            | 1996 | Atlanta        |
| Jogos Paralímpicos de Verão de 2000 | Julie Higgins NZ Nova Zelândia         | Anne Cecilie Ore NO Noruega    | Marita Hird NZ Nova Zelândia      | 2000 | Sydney         |
| Jogos Paralímpicos de Verão de 2004 | Deborah Criddle UK Reino Unido         | Bettina Eistel DE Alemanha     | Bert Vermeir BE Bélgica           | 2004 | Atenas         |
| Jogos Paralímpicos de Verão de 2008 | Hannelore Brenner DE Alemanha          | Simon Laurens UK Reino Unido   | Annika Lykke Dalskov DK Dinamarca | 2008 | Beijing        |
| Jogos Paralímpicos de Verão de 2012 | Hannelore Brenner DE Alemanha          | Deborah Criddle UK Reino Unido | Annika Lykke Dalskov DK Dinamarca | 2012 | Londres        |
| Jogos Paralímpicos de Verão de 2016 | Sanne Voets NL Holanda                 | Ann Cathrin Lubbe NO Noruega   | Louise Etzner Jakobsson SE Suécia | 2016 | Rio de Janeiro |
| Jogos Paralímpicos de Verão de 2020 | Tobias Thorning Jorgensen DK Dinamarca | Natasha Baker UK Reino Unido   | Ann Cathrin Lubbe NO Noruega      | 2020 | Tóquio         |

| Evento                              | Ouro                              | Prata                             | Bronze                       | Ano  | Local          |
| ----------------------------------- | --------------------------------- | --------------------------------- | ---------------------------- | ---- | -------------- |
| Jogos Paralímpicos de Verão de 1996 | Joanna Jackson UK Reino Unido     | Charlotte Jensen DK Dinamarca     | Britta Sorensen DK Dinamarca | 1996 | Atlanta        |
| Jogos Paralímpicos de Verão de 2000 | Kay Gebbie UK Reino Unido         | Jayne Craike NZ Nova Zelândia     | Marita Tevali FI Finlândia   | 2000 | Sydney         |
| Jogos Paralímpicos de Verão de 2004 | Ann Cathrin Lubbe NO Noruega      | Philippa Johnson ZA África do Sul | Karen Brain CA Canadá        | 2004 | Atenas         |
| Jogos Paralímpicos de Verão de 2008 | Philippa Johnson ZA África do Sul | Ann Cathrin Lubbe NO Noruega      | Georgia Bruce AU Austrália   | 2008 | Beijing        |
| Jogos Paralímpicos de Verão de 2012 | Michele George BE Bélgica         | Sophie Wells UK Reino Unido       | Frank Hosmar NL Holanda      | 2012 | Londres        |
| Jogos Paralímpicos de Verão de 2016 | Michele George BE Bélgica         | Sophie Wells UK Reino Unido       | Frank Hosmar NL Holanda      | 2016 | Rio de Janeiro |
| Jogos Paralímpicos de Verão de 2020 | Sanne Voets NL Holanda            | Louise Etzner Jakobsson SE Suécia | Manon Claeys BE Bélgica      | 2020 | Tóquio         |

| Evento                              | Ouro                      | Prata                   | Bronze                        | Ano  | Local  |
| ----------------------------------- | ------------------------- | ----------------------- | ----------------------------- | ---- | ------ |
| Jogos Paralímpicos de Verão de 2020 | Michele George BE Bélgica | Frank Hosmar NL Holanda | Regine Mispelkamp DE Alemanha | 2020 | Tóquio |

| Evento                              | Ouro                                                                        | Prata                                                                       | Bronze                                                                          | Ano  | Local          |
| ----------------------------------- | --------------------------------------------------------------------------- | --------------------------------------------------------------------------- | ------------------------------------------------------------------------------- | ---- | -------------- |
| Jogos Paralímpicos de Verão de 1996 | UK Reino Unido                                                              | DK Dinamarca                                                                | FR França                                                                       | 1996 | Atlanta        |
| Jogos Paralímpicos de Verão de 2000 | Anne Dunham Kay Gebbie Lee Pearson Nicola Tustain UK Reino Unido            | Joop Stokkel Gert Bolmer Ineke de Groot Sjerstin Vermeulen NL Holanda       | Jens Lasse Dokkan Ann Cathrin Evenrud Silje Gillund Anne Cecilie Ore NO Noruega | 2000 | Sydney         |
| Jogos Paralímpicos de Verão de 2004 | Deborah Criddle Anne Dunham Lee Pearson Nicola Tustain UK Reino Unido       | Bettina Eistel Britta Naepel Bianca Vogel DE Alemanha                       | Joop Stokkel Gert Bolmer Sjerstin Vermeulen NL Holanda                          | 2004 | Atenas         |
| Jogos Paralímpicos de Verão de 2008 | Sophie Christiansen Anne Dunham Simon Laurens Lee Pearson UK Reino Unido    | Hannelore Brenner Britta Naepel Angelika Trabert Steffen Zeibig DE Alemanha | Jens Dokkan Mariette Garborg Ann Cathrin Lubbe Sigrid Rui NO Noruega            | 2008 | Beijing        |
| Jogos Paralímpicos de Verão de 2012 | Sophie Christiansen Deborah Criddle Lee Pearson Sophie Wells UK Reino Unido | Hannelore Brenner Britta Napel Angelika Trabert Steffen Zeibig DE Alemanha  | Eilish Byrne James Dwyer Helen Kearney Geraldine Savage IE Irlanda              | 2012 | Londres        |
| Jogos Paralímpicos de Verão de 2016 | Natasha Baker Sophie Christiansen Anne Dunham Sophie Wells UK Reino Unido   | Steffen Zeibig Elke Philipp Carolin Schnarre Alina Rosenberg DE Alemanha    | Frank Hosmar Nicole den Dulk Rixt van der Horst Demi Vermeulen NL Holanda       | 2016 | Rio de Janeiro |
| Jogos Paralímpicos de Verão de 2020 | Natasha Baker Lee Pearson Sophie Wells UK Reino Unido                       | Frank Hosmar Sanne Voets Rixt van der Horst NL Holanda                      | Rebecca Hart Roxanne Trunnell Kate Shoemaker USA Estados Unidos                 | 2020 | Tóquio         |

### Medalhistas em percurso de obstáculos misto
| Evento                              | Ouro                                                     | Prata                   | Bronze                                         | Ano  | Local                        |
| ----------------------------------- | -------------------------------------------------------- | ----------------------- | ---------------------------------------------- | ---- | ---------------------------- |
| Jogos Paralímpicos de Verão de 1984 | Torben Anton Hansen Hans Lykkestrig Nielsen DK Dinamarca | Tom Pedersen NO Noruega | Susan Ragowski Wendy Shugal USA Estados Unidos | 1984 | Stoke Mandeville Nova Iorque |

| Evento                              | Ouro                          | Prata                  | Bronze                     | Ano  | Local                        |
| ----------------------------------- | ----------------------------- | ---------------------- | -------------------------- | ---- | ---------------------------- |
| Jogos Paralímpicos de Verão de 1984 | Tim Saxton USA Estados Unidos | Tim Hamilton CA Canadá | Arlene Aikenhead CA Canadá | 1984 | Stoke Mandeville Nova Iorque |

| Evento                              | Ouro                                 | Prata                           | Bronze                           | Ano  | Local                        |
| ----------------------------------- | ------------------------------------ | ------------------------------- | -------------------------------- | ---- | ---------------------------- |
| Jogos Paralímpicos de Verão de 1984 | Hans Lykkestrig Nielsen DK Dinamarca | Cynthia Good USA Estados Unidos | Torben Anton Hansen DK Dinamarca | 1984 | Stoke Mandeville Nova Iorque |

| Evento                              | Ouro                        | Prata                       | Bronze                      | Ano  | Local   |
| ----------------------------------- | --------------------------- | --------------------------- | --------------------------- | ---- | ------- |
| Jogos Paralímpicos de Verão de 1996 | Birgit Dreiszis DE Alemanha | Brita Andersen DK Dinamarca | Dianne Tubbs UK Reino Unido | 1996 | Atlanta |

| Evento                              | Ouro                              | Prata                        | Bronze                     | Ano  | Local   |
| ----------------------------------- | --------------------------------- | ---------------------------- | -------------------------- | ---- | ------- |
| Jogos Paralímpicos de Verão de 1996 | Vicki Sweigart USA Estados Unidos | Angelika Trabert DE Alemanha | Anne Dunham UK Reino Unido | 1996 | Atlanta |

### Medalhistas em testes de nível
| Evento                              | Ouro                            | Prata                             | Bronze                | Ano  | Local                        |
| ----------------------------------- | ------------------------------- | --------------------------------- | --------------------- | ---- | ---------------------------- |
| Jogos Paralímpicos de Verão de 1984 | Kurt Krueger USA Estados Unidos | Susan Ragowski USA Estados Unidos | Per Trykman SE Suécia | 1984 | Stoke Mandeville Nova Iorque |

| Evento                              | Ouro                  | Prata                                | Bronze                           | Ano  | Local                        |
| ----------------------------------- | --------------------- | ------------------------------------ | -------------------------------- | ---- | ---------------------------- |
| Jogos Paralímpicos de Verão de 1984 | Per Trykman SE Suécia | Hans Lykkestrig Nielsen DK Dinamarca | Torben Anton Hansen DK Dinamarca | 1984 | Stoke Mandeville Nova Iorque |

## Ranking dos países
|    | País               | Medalha de ouro | Medalha de prata | Medalha de bronze |    |
| 1  | UK Reino Unido     | 34              | 20               | 10                | 54 |
| 2  | USA Estados Unidos | 9               | 8                | 3                 | 20 |
| 3  | DK Dinamarca       | 7               | 8                | 10                | 25 |
| 4  | DE Alemanha        | 6               | 11               | 7                 | 24 |
| 5  | NO Noruega         | 5               | 9                | 6                 | 20 |
| 6  | NL Holanda         | 4               | 7                | 12                | 23 |
| 7  | SE Suécia          | 4               | 1                | 4                 | 9  |
| 8  | BE Bélgica         | 3               | 2                | 3                 | 8  |
| 9  | AU Austrália       | 3               | 1                | 5                 | 9  |
| 10 | AT Áustria         | 2               | 3                | 1                 | 6  |
| 11 | ZA África do Sul   | 2               | 2                | 0                 | 4  |
| 12 | CA Canadá          | 1               | 3                | 6                 | 10 |
| 13 | NZ Nova Zelândia   | 1               | 1                | 0                 | 2  |
| 14 | LV Letônia         | 0               | 2                | 0                 | 2  |
| 15 | BR Brasil          | 0               | 1                | 4                 | 5  |
| 16 | IE Irlanda         | 0               | 1                | 3                 | 4  |
| 17 | SG Singapura       | 0               | 1                | 3                 | 4  |
| 18 | FI Finlândia       | 0               | 1                | 1                 | 2  |
| 19 | FR França          | 0               | 1                | 1                 | 2  |
| 20 | IT Itália          | 0               | 0                | 2                 | 2  |